# معركة لنكولن الأولى
وقعت  معركة لنكولن الأولى  في 2 فبراير 1141، في إطار الصراع على عرش إنجلترا بين ستيفن كونت بلوا والإمبراطورة ماتيلدا، وأسفرت عن أسر ستيفن وسجنه وخلعه عن العرش، لتحكم ماتيلدا إنجلترا، ولكن لفترة قصيرة.